# Юниорская сборная Словакии по хоккею с шайбой
Юниорская сборная Словакии по хоккею с шайбой — национальная юниорская команда Словакии, которая представляет страну на международных соревнованиях по хоккею с шайбой. Занимается командой Словацкий союз ледового хоккея, команда постоянно участвует в чемпионате мира по хоккею с шайбой среди юниорских команд.

## Результаты

### Чемпионат Европы до 18/19 лет
| - 1993 — 2-е место Группа С - 1994 — 1-е место Группа С - 1995 — 1-е место Группа В | - 1996 — 7 место - 1997 — 6 место - 1998 — 6 место |

### Чемпионаты мира по хоккею с шайбой среди юниорских команд
- 1999 —  3 место
- 2000 — 5 место
- 2001 — 8 место
- 2002 — 8 место
- 2003 —  2 место
- 2004 — 6 место
- 2005 — 6 место
- 2006 — 7 место
- 2007 — 5 место
- 2008 — 7 место
- 2009 — 7 место
- 2010 — 8 место
- 2011 — 10 место
- 2012 — 1 место Дивизион І Группа А
- 2013 — 9 место
- 2014 — 8 место
- 2015 — 7 место
- 2016 — 5 место
- 2017 — 6 место
- 2018 — 7 место
- 2019 — 10 место
- 2025 — 4 место